# Brokaw (Wisconsin)
Brokaw es una villa ubicada en el condado de Marathon en el estado estadounidense de Wisconsin. En el Censo de 2010 tenía una población de 251 habitantes y una densidad poblacional de 78,53 personas por km².

## Geografía
Brokaw se encuentra ubicada en las coordenadas 45°1′34″N 89°39′30″O / 45.02611, -89.65833. Según la Oficina del Censo de los Estados Unidos, Brokaw tiene una superficie total de 3.2 km², de la cual 2.78 km² corresponden a tierra firme y (13.05%) 0.42 km² es agua.

## Demografía
Según el censo de 2010, había 251 personas residiendo en Brokaw. La densidad de población era de 78,53 hab./km². De los 251 habitantes, Brokaw estaba compuesto por el 97.61% blancos, el 0% eran afroamericanos, el 0% eran amerindios, el 1.59% eran asiáticos, el 0% eran isleños del Pacífico, el 0.4% eran de otras razas y el 0.4% pertenecían a dos o más razas. Del total de la población el 2.39% eran hispanos o latinos de cualquier raza.